# Maria Treben
Maria Treben, geborene Maria Günzel (* 27. September 1907 in Saaz, Österreich-Ungarn als Marie Günzl; † 26. Juli 1991 in Grieskirchen, Österreich) war eine österreichische Kräuterkundige und Autorin. Sie galt als Spezialistin auf dem Gebiet der Pflanzenheilkunde und alternativer Behandlungsmethoden in der Tradition von Sebastian Kneipp. Ihr Buch Gesundheit aus der Apotheke Gottes wurde in mehr als 20 Sprachen herausgegeben und erreichte eine Gesamtauflage von über acht Millionen Exemplaren.

## Leben
Maria Treben wurde 1907 als mittlere von drei Schwestern in Saaz geboren. Der Vater Ignatz Günzl (* 1876) war Zeitungsverleger und Eigentümer einer Druckerei, die Mutter Marie Anna geb. Marek (* 1879) Hausfrau. Als das Kind zehn Jahre alt war, starb der Vater durch einen Unfall. Zwei Jahre später zog die Familie nach Prag um, Treben schloss dort die Schule im „Lyzeum“, eine Art Gymnasium nur für Mädchen, ab. Die 19-Jährige arbeitete anschließend etwa 14 Jahre lang in der Redaktion des „Prager Tagblattes“. Am 18. Januar 1939 beantragte sie die Aufnahme in die NSDAP und wurde rückwirkend zum 1. Dezember 1938 aufgenommen (Mitgliedsnummer 6.478.037). Sie heiratete am 12. August 1939 in Kaptitz den Ingenieur Ernst Gottfried Treben, gab ihre Berufstätigkeit auf (zumal das Prager Tageblatt eingestellt wurde) und war Hausfrau. Aus der Ehe ging Kurt Treben (* 1942) hervor.
Nach Ende des Krieges flohen im November 1945 Maria Treben und ihr Sohn zunächst nach Wülzburg, später in andere deutsche Flüchtlingslager. 1947 wurde ihr Mann, der 1945 von den Tschechen festgenommen worden war, freigelassen. Dieser nahm eine Tätigkeit bei Oberösterreichische Kraftwerke AG in Lembach in Österreich an, wodurch die Familie nach Witzersdorf umzog. 1951 erfolgte ein weiterer Umzug nach Grieskirchen. Tätigkeitsschwerpunkt wurde zunehmend der Bereich in der Kräuterheilkunde, auch mit Vortragstätigkeiten. Diese setzte sie bis 1987 fort.
Ihr Ehemann verstarb 1988, Maria Treben selbst am 26. Juli 1991.

## Tätigkeit in der Kräuterheilkunde
Ende 1945 war Maria Treben in Folge der Vertreibung der Deutschen aus der Tschechoslowakei in einem Sammellager auf der Wülzburg untergebracht. Dort bekam sie einen Hautausschlag und nach drei Wochen Aufenthalt erkrankten sie und ihr Sohn an Bauchtyphus. Sie wurde aus dem Lager in ein Krankenhaus nach Weißenburg verlegt, wo es jedoch kriegsbedingt kaum Medikamente gab. Der dortige Chefarzt verordnete ihnen gepressten Saft von Schöllkrautblättern, den sie in Tee verdünnt trinken sollten. Treben blieb bis zur völligen Erholung noch 6 Monate im Krankenhaus. Dieses „Schlüsselerlebnis“ brachte sie dazu, sich mit Kräuterkunde zu befassen.
Treben betrieb in den folgenden Jahren ein Selbststudium und befasste sich mit Pflanzenheilkunde (Phytotherapie). Sie praktizierte – ohne anerkannte Heilpraktikerin zu sein – in Österreich und Deutschland. Besondere Bekanntheit erlangten ihre Erfahrungen mit Schwedenbitter (in Schnaps angesetzte „Schwedenkräuter“). Diese Praxis basierte auf der Wiederentdeckung eines Rezepts nach dem schwedischen Arzt Claus Samst, der es wiederum auf Urban Hjärne (1641–1724) zurückführte.
Maria Trebens Bücher wurden Bestseller und erlangten anhaltende Verbreitung. Die Schrift Gesundheit aus der Apotheke Gottes – Ratschläge und Erfahrungen mit Heilkräutern erreichte Millionenauflagen.

## Kritik
Die Stiftung Warentest äußerte erhebliche Zweifel an der Sachkundigkeit Maria Trebens: Sie empfehle Pflanzen zur Behandlung schwerer Krankheiten bis hin zu Krebs, deren Wirksamkeit für diese Pflanzen nicht nachgewiesen seien. Teilweise verwechsele Treben wichtige Fachbegriffe, beispielsweise den Zucker Inulin mit dem Hormon Insulin, wodurch sie fälschlich Löwenzahn gegen Diabetes mellitus empfehle. „Ihr Schöllkraut-Rezept gegen Leber- und Gallenleiden ist eine Anleitung zur Vergiftung. Der Ratschlag, Ohnmächtigen einen Esslöffel Schwedenbitter einzuflößen, ist lebensgefährlich.“

Zu Trebens Buch Apotheke Gottes äußerte die Universitätsklinik Freiburg: 

„[...] gefährlich ist jedoch die Grundtendenz, alle Krankheiten als mit Kräutern heilbar darzustellen. Treben behaupte mit Hinweis auf Sebastian Kneipp, dass das Zinnkraut jeden gut- oder bösartigen Tumor zum Stillstand bringt und ihn langsam auflöst. [...] Gegenüber den Ratschlägen und Erfahrungen mit Heilkräutern der Maria Treben ist Skepsis und Zurückhaltung geboten. [...] Gefährlich sind Ratschläge, primär gut operable und damit heilbare Tumoren zuerst versuchsweise mit Kräutern zu behandeln, z. B. Hodenkrebs mit Spitzwegerichumschlägen. Damit geht [...] viel Zeit und möglicherweise die Heilungschance verloren. Alle diese Medikamente sind in ihrer Wirksamkeit gegen Krebs unbewiesen.“

Trebens Ratschläge bezüglich Krebs sind ungeprüft und deren Wirksamkeit unbewiesen – teilweise auch lebensgefährlich. Kritisiert wird auch das Wecken falscher Hoffnungen. Weitere Empfehlungen Trebens gelten teilweise als wirkungslos, auch gefährlich. So empfahl sie, Bärlappkraut bei einer Leberzirrhose einzunehmen. Dagegen spricht wenig bei einer vernünftigen zusätzlichen Behandlung mancher Präparaten, beispielsweise wenn eine Operationsnarbe mit Ringelblumensalbe eingerieben wird.

## Werke (Auswahl)
- Gesundheit aus der Apotheke Gottes – Ratschläge und Erfahrungen mit Heilkräutern. Ennsthaler Verlag, Steyr 1980, ISBN 3-85068-090-8.
- Maria Treben's Heilerfolge – Briefe und Berichte von Heilerfolgen. Ennsthaler Verlag, Steyr 1980, ISBN 3-85068-082-7.
- Allergien – vorbeugen – erkennen – heilen / Gesund mit Maria Treben. Ennsthaler Verlag, Steyr 2008, ISBN 978-3-85068-813-0.
- Aus meiner Hausapotheke. Heyne, München 1988, ISBN 3-453-02481-8.
- Streß im Alltag. Vorbeugen, erkennen, heilen / Gesund mit Maria Treben. Ennsthaler Verlag, Steyr 1994, ISBN 3-85068-806-2.
- Kinderkrankheiten – vorbeugen – erkennen – heilen / Gesund mit Maria Treben. Neuherausgabe. Ennsthaler Verlag, 1993.
- Frauenkrankheiten - Vorbeugen-erkennen-heilen / Gesund leben mit Maria Treben, Heyne Verlag 1989, ISBN 3-453-03420-1